# Della grammatologia
Della grammatologia (in francese De la grammatologie) è un'opera di filosofia del 1967 di Jacques Derrida.

## Contenuto
Considerato uno dei testi fondamentali del decostruzionismo, il libro prende spunto dagli scritti di Claude Lévi-Strauss, Ferdinand de Saussure, Jean-Jacques Rousseau, Étienne Bonnot de Condillac, Louis Trolle Hjelmslev, Martin Heidegger, Edmund Husserl, Roman Jakobson, Gottfried Wilhelm von Leibniz, André Leroi-Gourhan e William Warburton. Pubblicato nel 1967 contribuirà a diffondere la fama dell'autore: assieme a La voce e il fenomeno (La voix et le phénomène) e La scrittura e la differenza (L'écriture et la différance), pubblicati nello stesso anno.
Il lavoro nasce originariamente come tesi di dottorato (sotto Maurice de Gandillac) con il titolo di De la grammatologie: Essai sur la permanence de concepts platonicien, aristotélicien et scolastique de signe écrit.